# Simulium damascenoi
Simulium damascenoi är en tvåvingeart som beskrevs av Py-daniel 1988. Simulium damascenoi ingår i släktet Simulium och familjen knott. Inga underarter finns listade i Catalogue of Life.